# Francis de Vries
Francis de Vries, född 28 november 1994, är en nyzeeländsk fotbollsspelare som spelar för Auckland FC.

## Karriär
de Vries spelade som ung för Canterbury United. 2012 spelade han sex månader i schweiziska FC Basels U18-lag. Därefter flyttade de Vries till USA för collegefotboll på Saint Francis University, där han under fyra år gjorde 15 mål på 79 matcher. Under sin tid på college spelade han även för Premier Development League-klubben Michigan Bucks.
Den 13 januari 2017 valdes de Vries i den andra omgången (29:e totalt) i MLS SuperDraft av Vancouver Whitecaps FC. Den 16 mars 2017 skrev han på för reservlaget Whitecaps FC 2. Den 24 november 2017 blev de Vries klar för en återkomst i ISPS Handa Premiership-klubben Canterbury United.
Inför säsongen 2018 kom de Vries till Sverige och spelade en halv säsong i division 5-klubben Gimo IF. I juli 2018 gick han till division 1-klubben Nyköpings BIS. Inför säsongen 2019 gick de Vries till ligakonkurrenten IFK Värnamo. Han var med och hjälpte klubben att bli uppflyttad till Superettan under säsongen 2020. Som nykomlingar i Superettan var de Vries även en del av IFK Värnamos lag som under säsongen 2021 blev direkt uppflyttade till Allsvenskan för första gången i klubbens historia. Efter säsongen 2022 lämnade han klubben. Totalt spelade de Vries 97 seriematcher för IFK Värnamo.
I februari 2023 återvände de Vries till Nya Zeeland och skrev på för Eastern Suburbs. I maj 2024 värvades han av Auckland FC.